# اشتن نادولنی
اشتن نادولنی (به آلمانی: Sten Nadolny) (زادهٔ ۱۴ ژوئیه ۱۹۴۲ در تسهدنیک) رمان‌نویس آلمانی است.

## زندگینامه
اشتن نادولنی متولد ۱۹۴۲ در شهر تسهدنیک در ایالت براندنبورگ است. والدین او بورکهارت نادولنی و ایزابلا نادولنی نیز نویسنده بودند. او در تروان‌اشتاین بزرگ شد.
نادولنی پس از انتشار نخستین اثر ادبی‌اش با عنوان «کارت شبکه»، در سال ۱۹۸۳ رمان «کشف آهستگی» با محوریت کاپیتان جان فرانکلین دریانورد انگلیسی و از پژوهشگران در مورد قطب شمال را منتشر کرد که به ۱۷ زبان ترجمه شد و نویسنده‌اش را به عنوان یکی از نویسندگان کلاسیک آلمان مطرح کرد. او سپس به نگارش رمان‌های دیگری پرداخت.
او در آثارش با طنزی انسان‌دوستانه و شوخ‌طبعی شخصی به چیزهای عجیب و غریب می‌پردازد.
نادولنی هم‌اکنون در برلین و شیمزه زندگی می‌کند.

## آثار
- ۱۹۸۱: کارت شبکه (به آلمانی: Netzkarte). لیست، مونیخ
- ۱۹۸۳: کشف آهستگی (به آلمانی: Die Entdeckung der Langsamkeit). پیپر، مونیخ
- ۱۹۹۰: سلیم یا هدیهٔ کلام (به آلمانی: Selim oder Die Gabe der Rede). پیپر، مونیخ
- ۱۹۹۰: گفتن و نیت خوب: سخنرانی دربارهٔ شعر در مونیخ در تابستان ۱۹۹۰ (به آلمانی: Das Erzählen und die guten Absichten: Münchner Poetikvorlesungen im Sommer 1990). پیپر، مونیخ
- ۱۹۹۴: خدای گستاخی (به آلمانی: Ein Gott der Frechheit). پیپر، مونیخ
- ۱۹۹۹: من یا او: یک رمان (به آلمانی: Er oder ich: Roman). پیپر، مونیخ
- ۲۰۰۱: گفتن و نیت خوب: سخنرانی دربارهٔ شعر در گوتینگن و مونیخ (به آلمانی: Das Erzählen und die guten Ideen: die Göttinger und Münchener Poetik-Vorlesungen). پیپر، مونیخ
- ۲۰۰۳: اولشتاین: یک رمان (به آلمانی: Ullsteinroman. Ullstein)، مونیخ
- ۲۰۰۴: چهره‌های آلمانی (به آلمانی: Deutsche Gestalten). (به همراه هارتموت ون هنتیگ)، مونیخ
- ۲۰۰۹: پاکسازی و مرمت ساعت: یادآوری دو رزمندهٔ سرد (به آلمانی: Putz- und Flickstunde. Zwei Kalte Krieger erinnern sich) (به همراه ینس اسپارشو) پیپر، مونیخ
- ۲۰۱۲: اقامتگاه تابستانی وایتلینگ (به آلمانی: Weitlings Sommerfrische) پیپر، مونیخ

## جوایز
نتیجهٔ فعالیت ادبی نادولنی تاکنون دریافت جوایز مختلف ادبی همچون جایزهٔ اینگبورگ باخمن (۱۹۸۰)، جایزهٔ هانس فالادا (۱۹۸۵)، جایزهٔ ایتالیایی والومبروسا (۱۹۸۶)، جایزهٔ ارنست هوفریشتر (۱۹۹۵) و جایزهٔ ادبی وایلهایم ۲۰۱۰ بوده‌است.
اشتن نادولنی همچنین در سال ۲۰۱۲ برای نگارش رمان خود با نام «اقامتگاه تابستانی وایتلینگ» به عنوان برندهٔ جایزهٔ ادبی ده‌هزار یورویی راینگاو ۲۰۱۲ معرفی شد. این جایزه در تاریخ ۳۰ سپتامبر ۲۰۱۲ در جریان اختتامیهٔ جشنوارهٔ ادبی راینگاو به وی اهدا شد.

## پی‌نوشت
1. ↑  نیازاده، «جایزهٔ ادبی راینگاو...»، ایبنا.
2. ↑  „Vordenker der Langsamkeit“,  Die Presse.
3. ↑  نیازاده، «جایزهٔ ادبی راینگاو...»، ایبنا.
4. ↑  نیازاده، «جایزهٔ ادبی راینگاو...»، ایبنا.
5. ↑  نیازاده، «جایزهٔ ادبی راینگاو...»، ایبنا.
6. ↑  نیازاده، «جایزهٔ ادبی راینگاو...»، ایبنا.
7. ↑  نیازاده، «جایزهٔ ادبی راینگاو...»، ایبنا.
8. ↑  نیازاده، «جایزهٔ ادبی راینگاو...»، ایبنا.